# IC 4606
IC 4606 est une nébuleuse par réflexion dans la constellation du Scorpion.
- Ascension droite 16h 31m 402s
- Déclinaison -26° 03′ 09″
- Taille 60' × 40'
- Magnitude assez faible

Nébuleuse par réflexion dans une zone riche, et auprès d'Antarès (Alpha du Scorpion) et près de l'amas globulaire M4.
Si Antarès facilite le repérage de la nébuleuse, elle nuit à son observation du fait de sa grande magnitude.
Le fait aussi que cette constellation soit basse sur l'horizon fait que l'observation de la nébuleuse n'est possible qu'au-dessous du 44e parallèle.